# Stanley (Wisconsin)
Stanley es una ciudad ubicada en el condado de Chippewa en el estado estadounidense de Wisconsin. En el Censo de 2010 tenía una población de 3.608 habitantes y una densidad poblacional de 327,62 personas por km².

## Geografía
Stanley se encuentra ubicada en las coordenadas 44°57′34″N 90°56′37″O / 44.95944, -90.94361. Según la Oficina del Censo de los Estados Unidos, Stanley tiene una superficie total de 11.01 km², de la cual 10.83 km² corresponden a tierra firme y (1.62%) 0.18 km² es agua.

## Demografía
Según el censo de 2010, había 3.608 personas residiendo en Stanley. La densidad de población era de 327,62 hab./km². De los 3.608 habitantes, Stanley estaba compuesto por el 80.38% blancos, el 16.63% eran afroamericanos, el 1.75% eran amerindios, el 0.58% eran asiáticos, el 0.19% eran isleños del Pacífico, el 0.19% eran de otras razas y el 0.28% pertenecían a dos o más razas. Del total de la población el 3.08% eran hispanos o latinos de cualquier raza.